# Quinto Casio Longino
Quinto Casio Longino (en latín, Quintus Cassius Longinus), hermano o primo de Casio, el asesino de Julio César, fue un gobernador en Hispania (península ibérica, que comprende las modernas naciones de España y Portugal) por César.
Casio era uno de los tresviri monetales de la ceca romana en el año 55 a. C. Sirvió como cuestor de Pompeyo en Hispania Ulterior en 54 a. C. En 49 a. C., como tribuno de la plebe, apoyó intensamente la causa de César, quien a su vez lo hizo gobernador de la Hispania Ulterior. Trató a los provinciales con gran crueldad y su nombramiento (48 a. C.) para tomar el campo contra Juba I de Numidia le dio una excusa para nuevas opresiones. El resultado fue una insurrección infructuosa en Córdoba. Casio castigó a los líderes con severidad despiadado, y trató a los provinciales más duramente que nunca. Entre los conspiradores castigados por Casio estuvo Lucio Racilio, amigo de Cicerón.
Al final algunas de sus tropas se rebelaron bajo el cuestor Marcelo, que fue proclamado gobernador de la provincia. Casio fue rodeado por Marcelo en Ulia. Bogud, rey de Mauretania, y Lépido, procónsul de Hispania Citerior, a quien Casio había pedido ayuda, negoció un acuerdo con Marcelo por el que a Casio se le permitía marchar libremente con las legiones que le eran leales. Casio envió sus tropas a cuarteles de invierno, se apresuró embarcándose en Malaca con sus ganancias mal obtenidas, pero se hundió en la tormenta en la desembocadura del Iberus (Ebro). Su gobierno tiránico de Hispania dañó grandemente la causa de César.